# 日弘ビックス
日弘ビックス株式会社（にっこうビックス、英文名称NIKKO BICS Co.,Ltd.）は、「コロナー」ブランドの合成樹脂用顔料系着色材の製造を行う企業。分散技術に強みを持ち、特に白の顔料を得意とする。ホワイトボード用マーカーをはじめとする文具用顔料や、携帯電話、スマートフォンのボディなどに使われる機能色材でも独自の技術を持つ。

## 沿革
- 1956年 - 東京都江戸川区宇喜田町（現・西葛西4丁目）にて、日弘色料工業株式会社設立
- 1958年 - 東洋鋼鈑と、塩ビ被覆鋼板の共同研究を行う
- 1973年 - 日弘ビックス株式会社に社名変更
- 1973年 - 神戸工場開設
- 1973年 - アートニックス株式会社設立、人造大理石事業に進出（1976年（昭和51年）にインドネシアの企業に売却、撤退）
- 1976年 - 白井工場開設
- 1977年 - 本社を東京都千代田区内神田に移転
- 1977年 - コンピュータ上で調色を行う、CCM（Computer Color Matching）システムの開発に着手
- 1980年 - 文房具用顔料の研究開発に着手
- 1981年 - 現在の主力商品である、二酸化チタンを80%含有した塩ビ壁紙用白ペーストカラーを開発
- 1988年 - つくば工場開設
- 1993年 - 静岡工場操業開始
- 1995年 - ダイアビックス(株)設立
- 1998年 - 静岡工場　ISO9002認証取得
- 1999年 - 白井工場　ISO9001認証取得
- 2000年 - 神戸工場　ISO9001認証取得
- 2003年 - ダイアビックス(株)　白井工場稼働
- 2008年 - 名古屋営業所開設

　　　　　　- 日弘ビックス(株)、日弘エイブル(株)、ダイアビックス(株)　ISO14001認証取得
- 2009年 - 研究開発センター開設
- 2011年 - 白井物流センター開設

　　　　　　- 中国企業とプラスチック用着色剤製造の業務提携
- 2013年 - 中国上海駐在所開設
- 2016年 - 創立60周年
- 2021年 - 東京都中央区日本橋堀留町に本社を移転

## 事業所
- 本社 - 東京都中央区日本橋堀留町2丁目3-8
- 神戸工場 - 兵庫県加古郡稲美町加古1674-38
- 白井工場 - 千葉県白井市平塚2593-14
- 静岡工場 - 静岡県御前崎市池新田8022-1